# Зиновий Наволок
Зиновий Наволок — деревня в Винницком сельском поселении Подпорожского района Ленинградской области.

## История
В конце XIX — начале XX века деревня административно относилась к Пелдушской волости 2-го стана 2-го земского участка Тихвинского уезда Новгородской губернии.

ЗИНОВИЙ НАВОЛОК — деревня Лавровского сельского общества, число дворов — 3, число домов — 3, число жителей: 12 м. п., 10 ж. п.; 

Занятие жителей — земледелие, лесные заработки. Река Оять. Часовня. 

ЗИНОВИЙ НАВОЛОК — усадьба Ал. Ив. Бойцова, число дворов — 1, число домов — 2, число жителей: 5 м. п., 4 ж. п.; 

Занятие жителей — земледелие. Река Оять . (1910 год)

По данным 1933 года деревня Зиновий Наволок входила в состав Ярославского вепсского национального сельсовета Винницкого национального вепсского района.

Деревня Зиновий Наволок на карте 1940 года

На топографической карте РККА 1940 года деревня Зиновий Наволок,  входящая в куст деревень Ярославичи, обозначена как безымянный населённый пункт к югу (на противопожном берегу реки) от деревни Перхина Гора.
По данным 1966, 1973 и 1990 годов деревня Зиновий Наволок также входила в состав Ярославского сельсовета.
В 1997 году в деревне Зиновий Наволок Ярославской волости проживали 13 человек, в 2002 году — 6 человек (русские — 33 %, вепсы — 67 %).
В 2007 году в деревне Зиновий Наволок Винницкого СП проживал 21 человек.

## География
Деревня расположена в юго-западной части района на автодороге 41К-738 (подъезд к деревне Лашково) к югу от автодороги 41К-016 (Станция Оять — Плотично).
Расстояние до административного центра поселения — 29 км.
Расстояние до ближайшей железнодорожной станции Подпорожье — 108 км.
Деревня находится на левом берегу реки Оять.

## Демография
| 1910 | 1997 | 2007 | 2010 | 2017 |
| ---- | ---- | ---- | ---- | ---- |
| 31   | ↘13  | ↗21  | ↘11  | ↗13  |

### Национальный состав
Согласно данным Всероссийской переписи населения 2021 года в деревне проживали 4 человека, из них:
 вепсы — 2, русские — 2 человека.

## Улицы
Подгорная.